# James Scott (aktor)
James Scott (ur. 14 stycznia 1979, w Newcastle) – brytyjski aktor telewizyjny.

## Życiorys

### Wczesne lata
Ma szkockie pochodzenie ze strony matki. Jest najstarszym z czworga dzieci, ma dwóch młodszych braci – Charlesa i Fredericka oraz młodszą siostrę Georginę. Początkowo wychował się w Newcastle, potem przeniósł się do szkoły dla chłopców w Lancaster.

### Kariera
Rozpoczął swoją karierę pracując w przemyśle muzycznym, a później występował w teatrze „Gilded Balloon Theatre”, m.in. na Edinburgh Festival Fringe’s, Karen Koren w 1986 w Edinburgh’s Cowgate i pracował z takimi artystami jak Stephen Fry, Ben Elton i Eddie Izzard. Niedługo potem przeniósł się do Londynu, gdzie studiował w London Academy of Music and Dramatic Art (Lamda). Uczył się aktorstwa w studio Ivany Chubbuck w Hollywood.
Pojawił się w jednym z odcinków serialu BBC EastEnders (1999). Podpisał kontrakt ze Storm Model Management w Londynie i dorabiał jako model dla firm odzieżowych, reklamował wodę kolońską Dasani, brał udział w sesjach z Kate Moss i Elle Macpherson.
Podczas pobytu w Los Angeles został zaangażowany do roli Ethana Cambiasa w operze mydlanej ABC Wszystkie moje dzieci (All My Children, 2004-2006).
W operze mydlanej NBC Dni naszego życia (Days of Our Lives, 2006-2008) wystąpił jako adwokat i były kierowca rajdowy Elvis Aron Banki, czyli E.J. Wells DiMera. Był bliski śmierci, gdy po powrocie z Afryki wykryto u niego malarię, jednak zwyciężył w walce z tą chorobą zakaźną.
W 2007 roku wziął udział w programie ABC Taniec z gwiazdami.
27 września 2015 roku ponownie wcielił się w rolę EJ DiMery w ramach programu „Last Week Tonight with John Oliver” i razem z Alison Sweeney (jako Sami Brady) odegrali krótką scenę na cześć Noujainy Mustaffy i pozostałych syryjskich uchodźców.

### Życie prywatne
Paradoksalnie James Scott nie posiada telewizora i komputera, a jedynie książki.

## Nagrody i nominacje
| Rok  | Nagroda            | Kategoria                              | Tytuł             | Rezultat  |
| ---- | ------------------ | -------------------------------------- | ----------------- | --------- |
| 2010 | Daytime Emmy Award | Najlepszy aktor w serialu dramatycznym | Dni naszego życia | Nominacja |
| 2011 | Daytime Emmy Award | Najlepszy aktor w serialu dramatycznym | Dni naszego życia | Nominacja |

## Wybrana filmografia
- 1999: EastEnders
- 2002: SoapTalk (2002)
- 2004-2006: Wszystkie moje dzieci (All My Children) jako Ethan Ramsey Cambias
- 2006-2014: Dni naszego życia (Days of Our Lives) jako E.J. DiMera
- 2007, 2008, 2012: Dni naszego życia (Days of Our Lives) jako Santo DiMera
- 2013: The Tonight Show z Jay Leno jako E.J. DiMera
- 2014: Boże Narodzenie 2014 (Christmas Eve, 1914, TV) jako pułkownik Philips